# Cyberdog
Cyberdog je technologicko–informační centrum s robotickou vinárnou v Praze v Nových Butovicích.
Návštěvník vinárny se s lidskou obsluhou téměř nesetká, vše si lze objednávat pomocí mobilní aplikace. Víno zde nalévá robotická ruka a objednávky hostům doručuje speciální distribuční systém.
Cyberdog je projekt výtvarníka a sochaře Davida Černého, který je založený na myšlence pokroku 21. století. Doba od zpracování původní vize až po samotnou realizaci technologicko–informačního centra Cyberdog trvala více než rok. Kromě Davida Černého se na přípravě projektu podíleli i další členové architektonického týmu ateliéru Black n' Arch pod vedením architekta Tomáše Císaře (ateliér je součástí koncernu Trigema). Provoz technologicko–informačnícho centra byl zahájen na podzim roku 2018. Cyberdog, sousedící socha Trifot a celková obnova místní pěší zóny byly hrazeny z vlastních zdrojů investora – společnosti Trigema.